# Paraibano
Paraibano là một đô thị thuộc bang Maranhão, Brasil. Đô thị này có diện tích 530,5 km², dân số năm 2007 là 19560 người, mật độ 36,87 người/km².